# Chalciope orestonion
Chalciope orestonion là một loài bướm đêm trong họ Noctuidae.